# Mednarodni dnevi mineralov, fosilov in okolja Tržič
Mednarodni dnevi mineralov, fosilov in okolja (kratica MINFOS) je vsakoletni tradicionalni sejem, ki poteka drugi vikend v maju od leta 1973 naprej. Sejem je najstarejša tovrstna prireditev v Sloveniji in bivši Jugoslaviji. Na sejmu sodelujejo predvsem zasebni zbiralci, nekaj je inštitutov in zavodov.
Od leta 2022 sejem gostijo obnovljeni prostori nekdanje Bombažne predilnice in tkalnice Tržič.